# Junior Chamber International
JCI staat voor Junior Chamber International. Het is een internationaal netwerk voor persoonlijke ontwikkeling voor ondernemers en ondernemende mensen tussen de 18 en 40 jaar oud. De missie van de organisatie is het aanzetten van jonge mensen tot "positieve veranderingen".
Het netwerk werd opgericht in 1915 in St. Louis. JCI organiseert bijeenkomsten rond vier pijlers: het individu (training, coaching), de gemeenschap (maatschappelijke activiteiten), internationale bijeenkomsten, en zaken- en netwerkevenementen.

## Credo

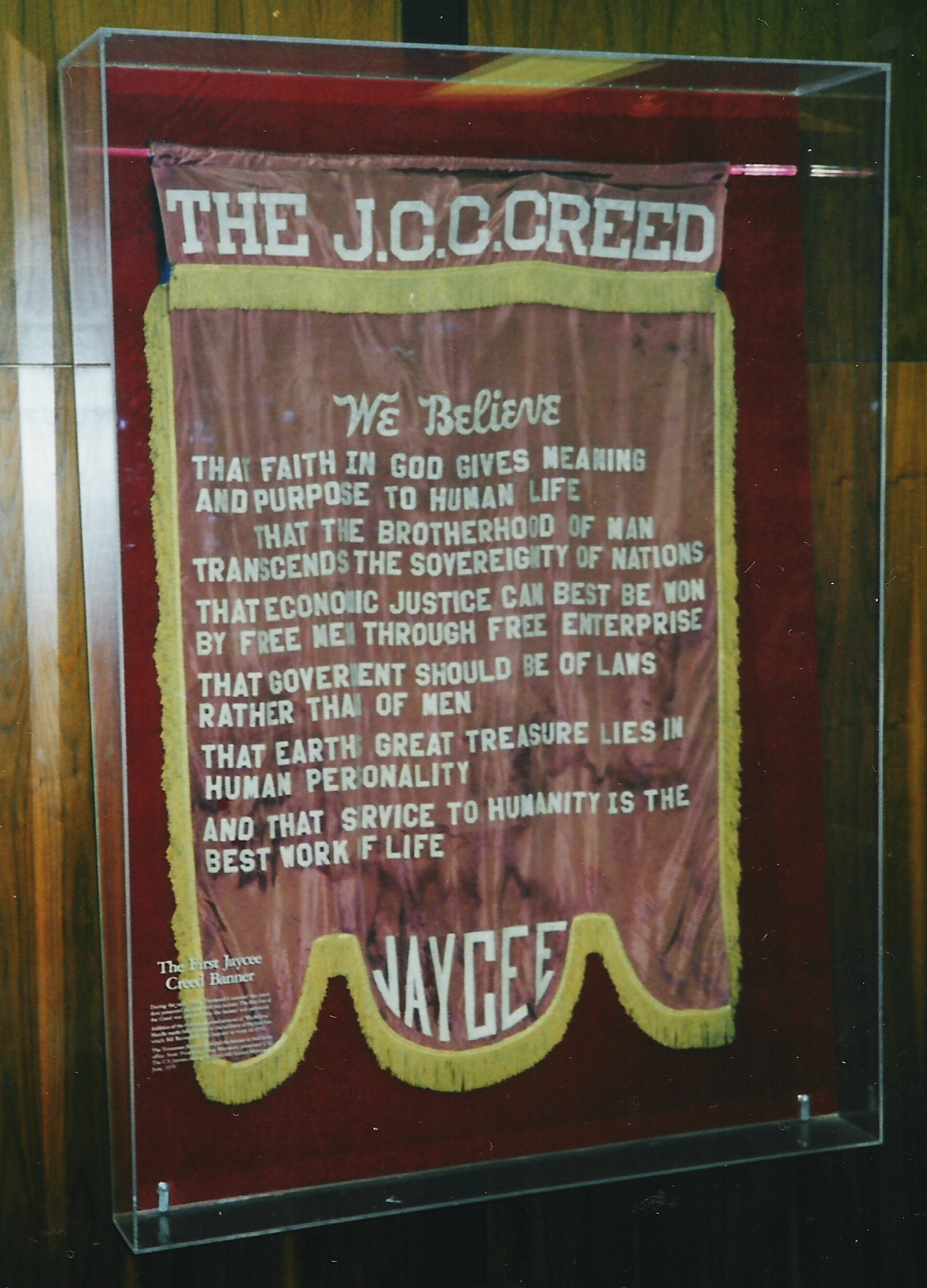

Het internationale credo luidt als volgt:
We Believe...
That faith in God gives meaning and purpose to human life,
That the brotherhood of man transcends the sovereignty of nations,
That economic justice can best be won by free men through free enterprise,
That government should be of laws rather than of men,
That earth's great treasure lies in human personality,
And that service to humanity is the best work of life.
In het Nederlands is dit vertaald als volgt:
wij geloven ...
dat het vertrouwen in God betekenis en doel geeft aan het menselijk bestaan
dat de broederschap van mensen de souvereiniteit van naties overstijgt
dat de economische rechtvaardigheid het beste kan bereikt worden door vrije individuen in vrij ondernemerschap
dat het gezag moet gebaseerd zijn op wetten, in plaats van op mensen
dat de grote rijkdom van onze wereld te vinden is in de menselijke persoon
en dat dienstbaarheid aan de mensheid het beste levenswerk is.

## Nederlandstalige organisaties

### JCI the Netherlands
JCI Nederland is internationaal actief onder de naam "JCI the Netherlands" of "Junior Chamber International the Netherlands". De vereniging heeft in Nederland ruim 2000 leden die aangesloten zijn bij een van de ca. 100 kamers (gegevens januari 2013). JCI is in Nederland actief sinds 28 augustus 1958. Vóór 2008 was JCI in Nederland actief onder de naam "Federatie van Junior Kamers in Nederland".
Het "Federatiebestuur" vormt het landelijk bestuur van JCI Nederland. De voorzitter heeft, net als de andere leden van het Federatiebestuur, een termijn van één jaar. Enige uitzondering is de juridische raadgever van het Federatiebestuur. De juridisch raadgever (ook wel: General Legal Counsel, oftewel GLC) heeft een termijn van twee jaar.
JCI De Nederlandse Senaat, de vereniging van JCI Senators in Nederland, verenigt circa 750 senators in Nederland (gegevens 2012).

### JCI Belgium
In België wordt JCI vertegenwoordigd door de vereniging JCI Belgium, die op haar beurt wordt opgesplitst in JCI Vlaanderen en JCI Belgium Wallonie-Bruxelles. In België zijn er 20 afdelingen in Wallonië en 26 afdelingen in Vlaanderen. In totaal zijn er een 750 leden in België, waarvan een 500 in Vlaanderen (gegevens 2023).
Naast deze drie organen, die actief voor de eigenlijke uitwerking van de ideeën zorgen, bestaat binnen JCI Belgium ook de JCI Senate Belgium, bestaande uit leden die omwille van hun uitzonderlijke verdiensten de eretitel van ‘JCI Senator’ bekwamen. Deze Senaat heeft haar eigen bestuur en werking en stelt voornamelijk de ervaring van de senatoren ter beschikking van de nationale en regionale organen en van de leden.

### JCI Suriname
JCI bevindt zich sinds circa 1959 in Suriname en heeft meerdere afdelingen. Hier houdt het jaarlijks conventies en werkt het samen met de Kamer van Koophandel en Fabrieken en verschillende andere partners. Naast de ontwikkeling van jonge professionals wil het ook een positieve bijdrage leveren aan de gemeenschap. Het streeft beide doelen onder meer na door jaarlijks tientallen projecten uit te voeren. Jaarlijks reikt de JCI awards uit aan Ten Outstanding Young Persons.